# Operation Overlord
Operation Overlord var kodnamnet för Slaget om Normandie, den operation som inledde invasionen av tyskockuperade Västeuropa under andra världskriget av allierade styrkor. Operationen inleddes den 6 juni 1944 med landstigningen i Normandie (allmänt känd som Dagen D). En amfibieattack (kodnamn operation Neptune) med nästan 7 000 fartyg föregicks av en 12 000 man stark luftburen anfallsstyrka. Nästan 160 000 soldater korsade Engelska kanalen den 6 juni och mer än tre miljoner soldater var i Frankrike i slutet av augusti.
Allierade markstyrkor som deltog i striderna i Normandie på Dagen D kom från Kanada, Storbritannien och USA. Fria franska styrkorna och Polen deltog också i striden efter anfallsfasen, och det fanns också mindre kontingenter från Belgien, Grekland, Nederländerna och Norge. Andra allierade nationer deltog i marin- och flygvapenstyrkorna.
När brohuvudet säkrats skedde en tre veckor militär uppbyggnad på stränderna innan Operation Cobra, operationen för att bryta sig ut från Normandie brohuvud, började. Slaget om Normandie fortsatte i mer än två månader, med fälttåg för att utöka fotfästet på Frankrike, och avslutades med stängningen av Falaisefickan den 24 augusti, befrielsen av Paris den 25 augusti, och den tyska reträtten över Seine som slutfördes den 30 augusti 1944.